# Barbara Dainton
Barbara Joyce Dainton (Bournemouth, 24 de maio de 1911 – Truro, 16 de outubro de 2007) foi uma das duas últimas sobreviventes do naufrágio do Titanic em 1912.

## História

### Naufrágio
Bárbara tinha um ano e um mês de idade quando embarcou no Titanic juntamente com seu pai Edwy, sua mãe Ada e sua irmã Constance no dia 10 de abril de 1912.
Demasiadamente nova para recordar da noite do naufrágio, sabe-se que seu pai acenou para Bárbara, sua mãe Ada e sua irmã Constance enquanto o bote era abaixado para o oceano escuro daquela noite, de acordo com Karen Kamuda da Sociedade Histórica Titanic em Indian Orchard, Massachusetts. O corpo de Edwy Arthur West, pai de Bárbara, nunca foi identificado.
Barbara Dainton retornou a Inglaterra após o acidente e casou-se em 1952. Como vários sobreviventes, Barbara também evitou a publicidade relacionada ao naufrágio do Titanic.

### Morte
Morreu aos 96 anos de idade no dia 16 de outubro de 2007, uma terça-feira, numa casa de repouso em Camborne, Inglaterra, de acordo com Peter Visick, um parente distante. Seu funeral foi realizado segunda-feira na Catedral de Truro, pois insistiu que seu funeral ocorresse antes de todo o anúncio público de sua morte. Após o falecimento, a presidente da Sociedade Histórica Titanic, Karen Kamuda, declarou:
Nós respeitamos sua privacidade (...) Nós somos assim, falamos sobre nossas emoções e sobre nossos dias, mas pessoas daquela época apenas não querem falar sobre o tempo deles, sobre o que aconteceu.
Após sua morte, restaria ainda Millvina Dean, de Southampton, que tinha 2 meses de idade no dia do naufrágio, como a última sobrevivente restante do desastre. Millvina morreu aos 97 anos, na tarde do dia 31 de maio de 2009, em Hampshire, no sul da Inglaterra.